# Харассогнат
Харассогнат (Charassognathus; означає «виїмчаста щелепа») — вимерлий рід пізньопермських цинодонтів. Описано в 2007 році з місцевості поблизу Фрейзербурга у Південній Африці. Харассогнат є найбільш ранніми і найбільш базальними цинодонтами. Він відомий лише з голотипу, який датується верхнім пермським періодом. Тип і єдиний вид — C. gracilis. Голотип (SAM-PK-K 10369) складається з подрібненого черепа, часткової нижньої щелепи та однієї ноги.
Харассогнат був чотириногим хижаком. Названий за виїмку на його короноїдному відростку, який, швидше за все, був точкою введення жувальної мускулатури. Харассогнат був крихітною твариною, череп у довжину всього 5 сантиметрів. Оскільки тіла не було виявлено, його повна довжина залишається невідомою, але оцінки були зроблені в 50 сантиметрів.

## Опис
У Charassognathus є морда, яка складає трохи менше половини загальної довжини черепа, і довгий лицьовий відросток на його перегородці. Окрім цих двох особливостей, його череп — це типовий цинодонт. Непарна форма септомаксили більш типова для тероцефалій, ніж для інших цинодонтів, що свідчить про те, що вона може бути близькою до спільного предка між двома групами.